# Стефан Караджа
 Тази статия е за българския революционер.  За населените места, носещи името на революционера, вижте Стефан Караджа (пояснение).  
Стефан Тодоров Димов, наречен Стефан Караджа, е български национален герой, революционер от българското националноосвободително движение и войвода.
Връх Стефан Караджа на Антарктическия полуостров е наименуван на революционера.

## Биография

### Ранни години
Стефан Караджа е роден на 11 май 1840 г. в село Ичме (днес Стефан Караджово), Елховско. Баща му Тодор Димов е внук на странджанския големец Никола Узуна, починал през 1817 г. Никола Узуна е един от подбудителите на хипотетичната Странджанска буна от 1810 г., свързвана с опустошаването от кърджалии на богатото турско село Караеврен (днес Близнак) в Странджа. По материални причини семейството му се пренася през 1844 г. в близкото с. Дюкмен (дн. Леярово), Елховско, през 1846 г. се прехвърлят в Лудогорието, а през април 1847 г. се настаняват за постоянно в Северна Добруджа, при роднини, преселили се след Руско-турската война от 1828 – 1829 г. Първоначално семейството на Караджата се спира в с. Долно Чамурлии, Бабадагско, където престояло до декември 1847 г. Стефан Димов е нает за селски говедар, а децата му стават телчари. Впоследствие родът на Стефан Димов живее последователно в Бейдауд, Саръюрт, Потур, отново в Долно Чамурлии и накрая, от юни 1854 г. в град Тулча. Там баща му работи като пазвантин, а Стефан е негов помощник.
За известно време Караджата се обучава в обущарския занаят при зет си Никола Станчев. Учи в Тулча, но поради липса на средства напуска училище. Побеждава по време на сватба прочутия турски борец Гаази Плиса. Укрива се известно време, преследван от турците, след което заминава в Румъния през 1862 г. Оттогава започва и неговата революционна дейност.

### Революционна дейност
Стефан Караджа е сред първите доброволци в организираната от Раковски Първа българска легия в Белград. Проявява се в сраженията с турците в Белград. След разпускане на легията Стефан Караджа се завръща в Румъния, където се отдава изцяло на народната борба. Няколко пъти преминава Дунав с революционни задачи. През 1866 г. за пръв път се присъединява към малка чета, водена от Хаджи Димитър и Желю войвода, с която се прехвърля на десния бряг на Дунав. През 1867 г. постъпва във Втората българска легия. През 1868 г. след разпускането на легията, се връща в Румъния, където отново се събира с Хаджи Димитър. На 6 юли двамата начело на чета от 127 души минават Дунав при село Вардим. В боя в местността Канлъдере край Вишовград Стефан Караджа е ранен тежко и е пленен от изпратените от Мидхад паша войски. На 12 юли е отведен в Търново, а по-късно в Русе. Полумъртъв е изправен пред съставения от Мидхад паша извънреден съд, наречен престъпен съвет, и осъден на смърт чрез обесване. На 30 юли 1868 г. умира от раните си в Русенския затвор. Погребан е от Баба Тонка. Първият надгробен камък на Стефан Караджа е намерен при строителните работи в къщата музей на Баба Тонка през януари 2014 г. Въпреки че във всички исторически справки се смята, че Стефан Караджа е починал на 31 юли 1868 г., според надписа на кръста това е станало ден по-рано – на 30 юли 1868 г. Гробът на героя се намира в „Парка на Възрожденците“ в гр. Русе, недалеч от православната църква „Всех Святих“, а тленните му останки са пренесени в Пантеона на Възрожденците, след построяването на същия през 1978 г.

## Галерия
- Стефан Караджа
- Стефан Караджа в четническа униформа
- Видул Странски и Стефан Караджа
- Знамето на четата на Хаджи Димитър и Стефан Караджа

## В художествената литература
- Божинов, Георги. Караджата. „Хермес“, С., ISBN 978-954-26-1449-4.
- Вазов, Иван. Караджата из „Епопея на забравените“
- Язова, Яна. „Левски“. Издателство „Изток-запад“, ISBN 954-8945-29-0